# Élections législatives de 1967 dans les Basses-Pyrénées
Les élections législatives françaises de 1967 se déroulent les 5 et 12 mars 1967.  Dans le département des Basses-Pyrénées, quatre députés sont à élire dans le cadre de quatre circonscriptions.

## Élus
| Circonscription | Député sortant    | Parti | Parti  | Député élu ou réélu | Parti | Parti          |
| --------------- | ----------------- | ----- | ------ | ------------------- | ----- | -------------- |
| 1re             | Pierre Sallenave  |       | CNIP   | André Labarrère     |       | FGDS (CIR)     |
| 2e              | Guy Ébrard        |       | Radsoc | Guy Ébrard          |       | FGDS (Radical) |
| 3e              | Michel Labéguerie |       | MRP    | Michel Inchauspé    |       | UD-Ve          |
| 4e              | Henri Grenet      |       | Rad    | Bernard Marie       |       | UD-Ve          |

## Résultats

### Résultats à l'échelle du département
| Parti          | Parti                                           | Premier tour | Premier tour | Second tour | Second tour | Sièges |
| Parti          | Parti                                           | Voix         | %            | Voix        | %           | Sièges |
| -------------- | ----------------------------------------------- | ------------ | ------------ | ----------- | ----------- | ------ |
|                | Union des démocrates pour la Ve République      | 69 205       | 28,20        | 78 781      | 32,21       | 2      |
|                | Républicains indépendants                       | 15 273       | 6,22         | 20 304      | 8,30        | 0      |
|                | Union des républicains de progrès               | 84 478       | 34,43        | 99 085      | 40,52       | 2      |
|                |                                                 |              |              |             |             |        |
|                | Parti radical                                   | 28 917       | 11,78        | 35 726      | 14,61       | 1      |
|                | Convention des institutions républicaines       | 19 054       | 7,76         | 28 517      | 11,66       | 1      |
|                | Fédération de la gauche démocrate et socialiste | 9 090        | 3,70         | Retrait     | Retrait     | 0      |
|                | Section française de l'Internationale ouvrière  | 3 432        | 1,40         |             |             | 0      |
|                | Fédération de la gauche démocrate et socialiste | 60 493       | 24,65        | 64 243      | 26,27       | 2      |
|                |                                                 |              |              |             |             |        |
|                | Progrès et démocratie moderne                   | 62 440       | 25,45        | 72 193      | 29,52       | 0      |
|                | Parti communiste français                       | 26 230       | 10,69        | 9 039       | 3,70        | 0      |
|                | Régionaliste                                    | 5 035        | 2,05         |             |             | 0      |
|                | Parti socialiste unifié                         | 3 625        | 1,48         | 0           |             |        |
|                | Extrême droite                                  | 3 087        | 1,26         | 0           |             |        |
|                |                                                 |              |              |             |             |        |
| Inscrits       | Inscrits                                        | 310 528      | 100,00       | 310 500     | 100,00      | 4      |
| Abstentions    | Abstentions                                     | 61 061       | 19,66        | 60 548      | 19,5        |        |
| Votants        | Votants                                         | 249 467      | 80,34        | 249 952     | 80,5        |        |
| Blancs et nuls | Blancs et nuls                                  | 4 079        | 1,64         | 5 392       | 2,16        |        |
| Exprimés       | Exprimés                                        | 245 388      | 98,36        | 244 560     | 97,84       |        |

### Résultats par circonscription

#### Première circonscription (Pau)
| Candidat       | Candidat                 | Parti          | Premier tour | Premier tour | Second tour | Second tour |  |
| Candidat       | Candidat                 | Parti          | Voix         | %            | Voix        | %           |  |
| -------------- | ------------------------ | -------------- | ------------ | ------------ | ----------- | ----------- |  |
|                | Pierre Sallenave sortant | CNIP (PDM)     | 26 808       | 34,73        | 26 614      | 33,43       |  |
|                | Maurice Plantier         | UD-Ve          | 24 124       | 31,25        | 24 484      | 30,75       |  |
|                | André Labarrère élu      | FGDS (CIR)     | 19 054       | 24,68        | 28 517      | 35,82       |  |
|                | Marie Dufourcq           | PCF            | 7 205        | 9,33         |             |             |  |
|                |                          |                |              |              |             |             |  |
| Inscrits       | Inscrits                 | Inscrits       | 99 146       | 100,00       | 99 139      | 100,00      |  |
| Abstentions    | Abstentions              | Abstentions    | 20 752       | 20,93        | 18 928      | 19,09       |  |
| Votants        | Votants                  | Votants        | 78 394       | 79,07        | 80 211      | 80,91       |  |
| Blancs et nuls | Blancs et nuls           | Blancs et nuls | 1 203        | 1,53         | 596         | 0,74        |  |
| Exprimés       | Exprimés                 | Exprimés       | 77 191       | 98,47        | 79 615      | 99,26       |  |

#### Deuxième circonscription (Oloron-Sainte-Marie)
| Candidat       | Candidat                 | Parti          | Premier tour | Premier tour | Second tour | Second tour |  |
| Candidat       | Candidat                 | Parti          | Voix         | %            | Voix        | %           |  |
| -------------- | ------------------------ | -------------- | ------------ | ------------ | ----------- | ----------- |  |
|                | Guy Ébrard sortant réélu | FGDS (Radical) | 28 917       | 48,57        | 35 726      | 63,76       |  |
|                | Jean Micheu-Puyou        | RI             | 15 273       | 25,66        | 20 304      | 36,24       |  |
|                | Étienne Martin           | PCF            | 8 630        | 14,5         | Retrait     | Retrait     |  |
|                | Pierre Boisson           | PSU            | 3 625        | 6,09         |             |             |  |
|                | Jean-Claude Leclerc      | Extrême droite | 3 087        | 5,19         |             |             |  |
|                |                          |                |              |              |             |             |  |
| Inscrits       | Inscrits                 | Inscrits       | 75 317       | 100,00       | 75 310      | 100,00      |  |
| Abstentions    | Abstentions              | Abstentions    | 14 465       | 19,21        | 16 399      | 21,78       |  |
| Votants        | Votants                  | Votants        | 60 852       | 80,79        | 58 911      | 78,22       |  |
| Blancs et nuls | Blancs et nuls           | Blancs et nuls | 1 320        | 2,17         | 2 881       | 4,89        |  |
| Exprimés       | Exprimés                 | Exprimés       | 59 532       | 97,83        | 56 030      | 95,11       |  |

#### Troisième circonscription (Mauléon-Licharre)
| Candidat       | Candidat                  | Parti          | Premier tour | Premier tour | Second tour | Second tour |  |
| Candidat       | Candidat                  | Parti          | Voix         | %            | Voix        | %           |  |
| -------------- | ------------------------- | -------------- | ------------ | ------------ | ----------- | ----------- |  |
|                | Michel Inchauspé élu      | UD-Ve          | 19 385       | 48,8         | 21 914      | 56,31       |  |
|                | Michel Labéguerie sortant | CD (PDM)       | 13 626       | 34,31        | 17 004      | 43,69       |  |
|                | Pierre Etchandy           | FGDS (SFIO)    | 3 432        | 8,64         |             |             |  |
|                | Christiane Etchalus       | Régionaliste   | 1 879        | 4,73         |             |             |  |
|                | Antoine Blasquiz          | PCF            | 1 398        | 3,52         |             |             |  |
|                |                           |                |              |              |             |             |  |
| Inscrits       | Inscrits                  | Inscrits       | 48 124       | 100,00       | 48 114      | 100,00      |  |
| Abstentions    | Abstentions               | Abstentions    | 7 910        | 16,44        | 8 236       | 17,12       |  |
| Votants        | Votants                   | Votants        | 40 214       | 83,56        | 39 878      | 82,88       |  |
| Blancs et nuls | Blancs et nuls            | Blancs et nuls | 494          | 1,23         | 960         | 2,41        |  |
| Exprimés       | Exprimés                  | Exprimés       | 39 720       | 98,77        | 38 918      | 97,59       |  |

#### Quatrième circonscription (Bayonne)
| Candidat       | Candidat             | Parti          | Premier tour | Premier tour | Second tour | Second tour |  |
| Candidat       | Candidat             | Parti          | Voix         | %            | Voix        | %           |  |
| -------------- | -------------------- | -------------- | ------------ | ------------ | ----------- | ----------- |  |
|                | Bernard Marie élu    | UD-Ve          | 25 696       | 37,27        | 32 383      | 46,26       |  |
|                | Henri Grenet sortant | CD (PDM)       | 22 006       | 31,92        | 28 575      | 40,82       |  |
|                | Jean-Marie Poletti   | FGDS           | 9 090        | 13,18        | Retrait     | Retrait     |  |
|                | René Labrousse       | PCF            | 8 997        | 13,05        | 9 039       | 12,91       |  |
|                | Simon Haran          | Régionaliste   | 3 156        | 4,58         |             |             |  |
|                |                      |                |              |              |             |             |  |
| Inscrits       | Inscrits             | Inscrits       | 87 941       | 100,00       | 87 937      | 100,00      |  |
| Abstentions    | Abstentions          | Abstentions    | 17 934       | 20,39        | 16 985      | 19,31       |  |
| Votants        | Votants              | Votants        | 70 007       | 79,61        | 70 952      | 80,69       |  |
| Blancs et nuls | Blancs et nuls       | Blancs et nuls | 1 062        | 1,52         | 955         | 1,35        |  |
| Exprimés       | Exprimés             | Exprimés       | 68 945       | 98,48        | 69 997      | 98,65       |  |